# Carlos Pomares
Carlos Pomares Rayo (Valencia, 5 dicembre 1992) è un calciatore spagnolo, difensore del Real Saragozza.

## Caratteristiche tecniche
È un terzino sinistro.

## Carriera
Nel 2020 firma con il Tenerife, in Segunda División. Nel 2022 arriva in finale nei play-off per la promozione in Liga, perdendo contro il Girona. A fine stagione si trasferisce al Real Oviedo, sempre in Segunda División.
Nella stagione 2024-2025, Pomares contribuisce alla promozione nella Liga del club asturiano, vincendo i play-off in finale contro il Mirandés.
Il 31 luglio 2025, rimasto svincolato dal Real Oviedo, firma un contratto annuale con il Real Saragozza, militante nella Segunda División.